# 多孔美丽海葵
多孔美丽海葵（学名：Calliactis polypores）为链索海葵科美丽海葵属的动物。在中国，分布于东海等海域，多附着于寄居蟹宿居的螺壳上。